# Tàngara rosada
La tàngara rosada(Rhodinocichla rosea) és una espècie d'ocell, únic del gènere monotípic Rhodinocichla Hartlaub, 1853. Va ser assignat a la família Thraupidae, però actualment es considera l'únic membre de la família dels rodinocíclids (Rhodinocichlidae Ridgway, 1902), que és ubicada més prop dels calcàrids (Calcariidae), arran estudis genètics de Barker et al. 2013 i 2015.

## Hàbitat i Distribució
Es troba als boscos subtropicals o tropicals i també boscos degradats, de Colòmbia, Costa Rica, Mèxic, Panamà i Veneçuela,